# Maurice Mollin
Maurice Mollin (Amberes, 6 de mayo de 1924 - Deurne, 5 de agosto de 2003) fue un ciclista belga, que fue profesional entre 1945 y 1958. Su victoria más importando fue a la Lieja-Bastogne-Lieja de 1948.

## Palmarés
1947
- Gran Premio del 1 de Mayo

1948
- Lieja-Bastogne-Lieja
- 1 etapa de la Vuelta en Bélgica

1952
- 1 etapa de la Vuelta en Bélgica

## Resultados en las grandes vueltas
| Carrera         | 1945 | 1946 | 1947 | 1948 | 1949 | 1950 | 1951 | 1952 | 1953 | 1954 | 1955 | 1956 | 1957 | 1958 |
| --------------- | ---- | ---- | ---- | ---- | ---- | ---- | ---- | ---- | ---- | ---- | ---- | ---- | ---- | ---- |
| Giro de Italia  | -    | -    | -    | -    | -    | -    | -    | -    | Ab.  | -    | -    | -    | -    | -    |
| Tour de Francia | -    | -    | 42º  | Ab.  | -    | -    | -    | -    | -    | -    | -    | -    | -    | -    |
| Vuelta a España | -    | -    | -    | -    | -    | Ab.  | -    | -    | -    | -    | -    | -    | -    | -    |
| Mundial en Ruta | -    | -    | -    | -    | -    | -    | -    | -    | -    | -    | -    | -    | -    | -    |

-: no participa 

Ab.: abandono